# Pausandra
Pausandra, biljni rod iz porodice mlječikovki smješten u podtribus Codiaeae, dio potporodice Crotonoideae. Postoji 8 priznatih vrsta koje su raširene po tropskoj Americi, od Hondurasa na sjeveru do Brazila i Bolivije na jugu .
Rod je opisan 1870.

## Vrste
1. Pausandra fordii Secco
2. Pausandra hirsuta Lanj.
3. Pausandra macropetala Ducke
4. Pausandra macrostachya Ducke
5. Pausandra martini Baill.
6. Pausandra megalophylla Müll.Arg.
7. Pausandra morisiana (Casar.) Radlk.
8. Pausandra trianae (Müll.Arg.) Baill.